# Septmoncel
 (mai 2010).
 (mai 2012).
- Si vous ne connaissez pas le sujet, laissez ce bandeau (vous pouvez alors contacter les auteurs).
- Si vous supprimez le contenu mis en cause (vous pouvez préalablement contacter les auteurs),

argumentez précisément cette suppression dans la page de discussion
(un manque de référence n'est pas un argument ; une recherche réelle de référence doit avoir été effectuée, être formellement documentée).
Septmoncel [sɛmɔ̃sɛl] est une ancienne commune française située dans le département du Jura en région Bourgogne-Franche-Comté.
Le 1er janvier 2017, elle fusionne avec Les Molunes pour former la commune nouvelle de Septmoncel les Molunes.

## Géographie

### Localisation
Septmoncel est situé dans le Jura, à proximité de la Suisse (à 50 km de Genève par la route et 23 km à vol d'oiseau). C'est une commune du canton de Saint-Claude, ce village fait partie du parc naturel régional du Haut-Jura et de la communauté de communes Haut-Jura Saint-Claude. Il fut notamment la patrie de Désiré Dalloz, célèbre jurisconsulte. Situé en surplomb de Saint-Claude, Septmoncel est un village à flanc de coteau.

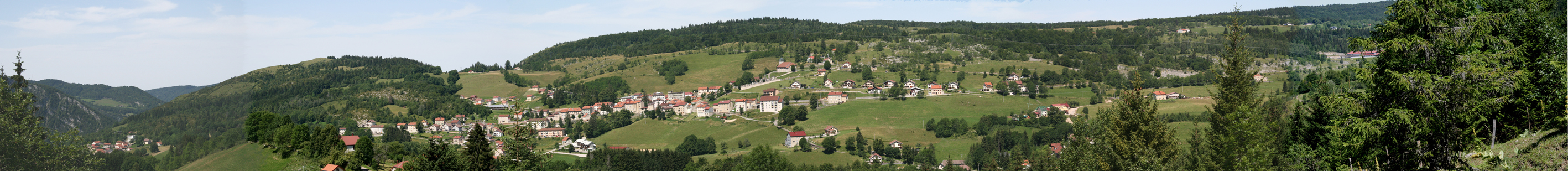
Vue panoramique de Septmoncel.

### Topographie
Septmoncel se situe à 960 m d'altitude, à environ 4 km à vol d'oiseau au sud-est de la ville de Saint-Claude.

## Politique et administration
Sous l’Ancien Régime, jusqu'à la Révolution française, l'administration des subdivisions administratives (à peu près une ville, un village) était confiée à quelques habitants sélectionnés qui achetaient auprès du roi « le droit de gouverner tous les autres », L'administration est collégiale, répartie entre des notables siégeant de droit et d'autres désignés par des corporations de métiers. Le pouvoir municipal est donc une oligarchie. Le maire est nommé et beaucoup ont cherché à se dérober à cette fonction ressentie comme une charge.
L'institution des maires en France s'est faite par décrets de l’Assemblée constituante des 14,19 et 30 décembre 1789. Selon les époques et les régimes politiques, trois modes différents ont été utilisés pour la désignation du premier magistrat de la commune :
1. élection directe par tous les électeurs de la commune (mode originaire)
2. nomination autoritaire par le pouvoir d'État
3. élection par le conseil municipal de l'un de ses membres (mode actuel)

| Période   | Période   | Identité                   | Étiquette | Qualité |
| --------- | --------- | -------------------------- | --------- | --- |
| 1944      | 1947      | Arthur Mandrillon          |           | Lapidaire |
| 1947      | 1983      | Maurice Benoît-Gonin       |           | Notaire |
| 1983      | 1990      | Jean-Paul Barbe            |           | Commerçant en matériel de ski, démissionnaire avec une partie de son équipe. Construction d'une piste de ski à roulettes « au Replan » |
| 1990      | mars 2001 | Marie-Thérèse Gruet-Masson |           | Institutrice Première femme maire de Septmoncel                                                                                        |
| mars 2001 | 2017      | Raphaël Perrin             | PRG       | Consultant 36e maire de Septmoncel |

## Démographie
L'évolution du nombre d'habitants est connue à travers les recensements de la population effectués dans la commune depuis 1793. À partir du 1er janvier 2009, les populations légales des communes sont publiées annuellement dans le cadre d'un recensement qui repose désormais sur une collecte d'information annuelle, concernant successivement tous les territoires communaux au cours d'une période de cinq ans. 
Pour les communes de moins de 10 000 habitants, une enquête de recensement portant sur toute la population est réalisée tous les cinq ans, les populations légales des années intermédiaires étant quant à elles estimées par interpolation ou extrapolation. Pour la commune, le premier recensement exhaustif entrant dans le cadre du nouveau dispositif a été réalisé en 2004,.
En 2014, la commune comptait 678 habitants, en évolution de −1,17 % par rapport à 2009 (Jura : −0,23 %, France hors Mayotte : +2,49 %).
| 1793  | 1800  | 1806  | 1821  | 1831  | 1836  | 1841  | 1846  | 1851  |
| ----- | ----- | ----- | ----- | ----- | ----- | ----- | ----- | ----- |
| 3 243 | 2 986 | 2 805 | 2 728 | 2 922 | 2 911 | 1 302 | 1 362 | 1 345 |

| 1856  | 1861  | 1866  | 1872  | 1876  | 1881  | 1886  | 1891  | 1896  |
| ----- | ----- | ----- | ----- | ----- | ----- | ----- | ----- | ----- |
| 1 352 | 1 319 | 1 300 | 1 320 | 1 310 | 1 319 | 1 372 | 1 452 | 1 456 |

| 1901  | 1906  | 1911  | 1921  | 1926  | 1931  | 1936 | 1946 | 1954 |
| ----- | ----- | ----- | ----- | ----- | ----- | ---- | ---- | ---- |
| 1 414 | 1 444 | 1 346 | 1 248 | 1 210 | 1 065 | 869  | 801  | 767  |

| 1962 | 1968 | 1975 | 1982 | 1990 | 1999 | 2004 | 2009 | 2014 |
| ---- | ---- | ---- | ---- | ---- | ---- | ---- | ---- | ---- |
| 739  | 726  | 655  | 606  | 606  | 658  | 649  | 686  | 678  |

## Économie

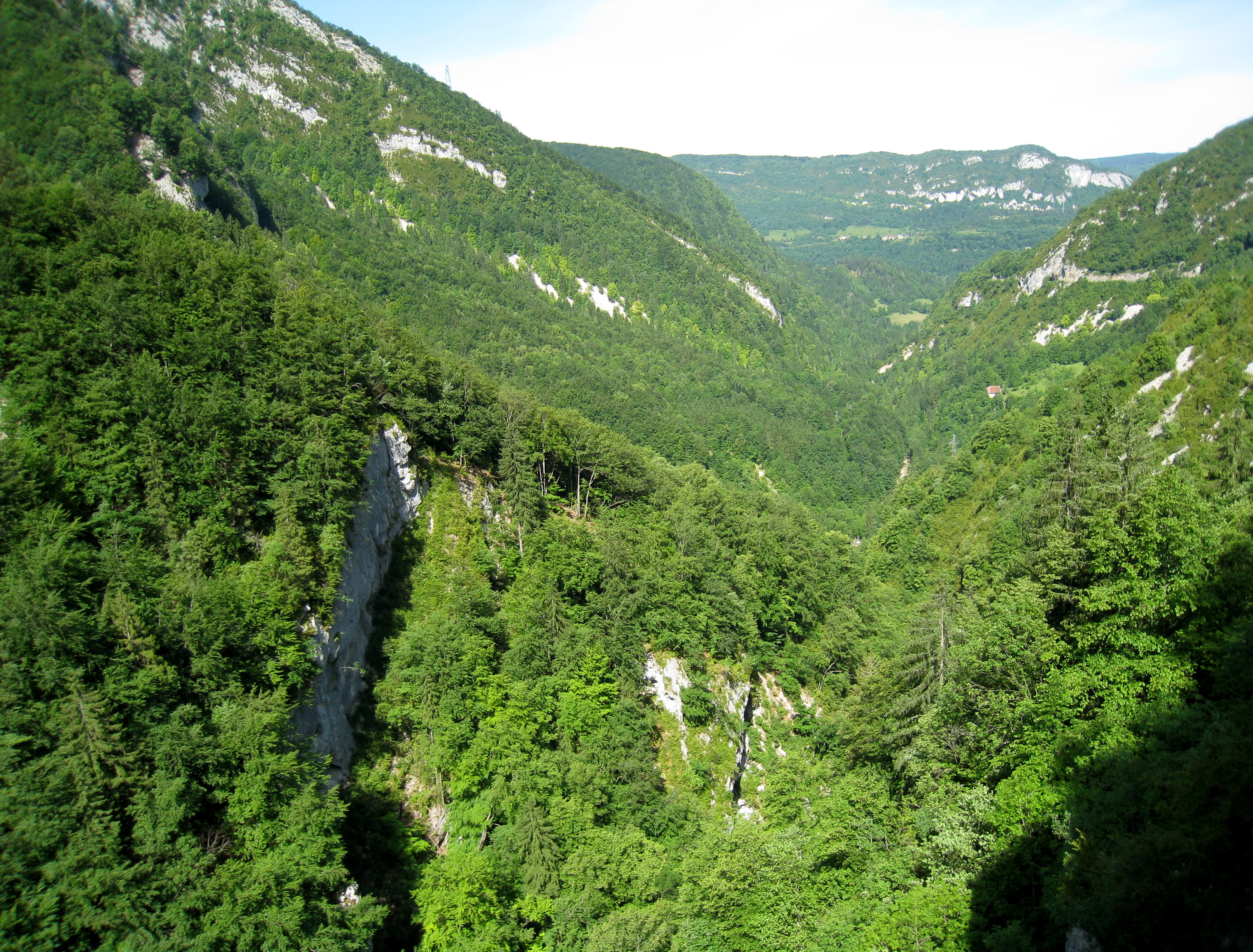
Site vu du Saut du Chien, altitude 708 m, profondeur 70 m

### Horlogerie
Aux XVIIe et XVIIIe siècles, l’horlogerie est l’industrie dominante à Septmoncel. Elle est abandonnée en 1812.

### Taille de pierres précieuses
C'est vers 1735 qu'un nommé Michaud des Thoramy (hameau de Septmoncel à l'époque) taille « sans art quelques pierreries que Genève employa dans des bijoux ». Il a l'idée de façonner des pierres percées d'un trou servant de contre-pivot pour l'horlogerie. C'est le début du lapidaire.
Vers 1770 Gauthier-Clerc et Dalloz-Furet vont vendre leur production à Paris. En 1817, Chevassus-Berche aîné introduit la taille des topazes et des améthystes. En 1822, Claude Marie David jeune introduit à son tour la taille des rubis et des émeraudes. En 1858, il y a environ 500 ouvriers lapidaires à Septmoncel. Les principaux marchands lapidaires à cette époque sont : Emmanuel David-Talon, Victor Benoit-à-la-Guillaume, Auguste Joz-Roland, Xavier Regad, Joseph-Marie Vuillerme et Eléonor Gruet.
Actuellement, l'usine lapidaire Dalloz est la principale industrie de Septmoncel, ainsi que l’élevage de vaches écossaises et de chevaux polonais.

### Production de fromage
Septmoncel est le nom donné à un fromage local, plus connu sous l'appellation bleu de Gex.
Humbert II du Viennois, céda le Dauphiné au roi de France, Philippe VI en mars 1349. Ce dernier respectera les libertés régionales, en particulier celles des Juifs, qui émigrèrent malgré tout prudemment vers la Provence. En effet, le 14 février, des pogroms à Strasbourg en avaient brûlé 900 ! Les paysans dauphinois refusèrent eux aussi de devenir français et vinrent s'installer dans les vallées du Haut-Jura, alors espagnol. Ils développèrent la fabrication de fromages à pâte persillée analogue au Sassenage dans cette région montagneuse, à la terre aride, qui ne permettait que l'élevage du mouton et de chèvres. Pendant de nombreuses années, leur production fromagère, « une affaire de femmes », resta très faible. Un Évêque de l'Abbaye de Saint-Claude les incita à produire ces fromages et aida à leur diffusion.
On prétend que ce Bleu était le fromage préféré de Charles Quint, alors maître de la Franche-Comté et grand amateur de fromage.
Divers auteurs soulignent les difficultés de cette implantation fromagère : les populations étaient constamment menacées par des hordes guerrières ou des pillards et les prairies étaient « incapables de nourrir même d’aussi petites vaches ». De plus, ces populations restèrent mainmortables jusqu'à l’abolition du servage en 1789 (nuit du 4 août). Alors, le paysan, devenu libre et propriétaire de sa terre, put entreprendre culture, élevage et production avec un profit qui favorisa la fabrication et le développement de ce fromage.
- En 1791, l’avocat et député Christin présenta à la Constituante un rapport défendant le maintien des activités des salines de Montmorot, dont la production était nécessaire aux fabrications de fromages de « Septmoncel ».
- En 1808, une délibération du conseil d’arrondissement de Saint-Claude mentionnait les « Septmoncel » comme les fromages les plus courants dans la contrée.
- En 1859, vingt trois communes de l’arrondissement de Saint-Claude en produisaient 253 tonnes.
- Au début du XXe siècle, les fruitières se multiplient jusqu’à en compter 30 sur l’ensemble du Haut-Jura dans les années 1950.
- En 1935, une banale affaire commerciale est portée devant la justice. La décision du tribunal de Nantua du 26 juillet 1935 définit clairement le Bleu de Gex et fixe une aire exclusive de fabrication. Cette AOC est confirmée par décret le 29 décembre 1986.
- En 1948, certaines fruitières créent une coopérative de négoce pour écouler le Bleu.

De fabrication artisanale, le Bleu de Septmoncel est encore produit dans des petites laiteries montagnardes selon les méthodes traditionnelles employées au XIVe siècle. Il est fabriqué exclusivement à partir de lait de vaches Montbéliardes ou Pie rouge des montagnes, se nourrissant d'herbages et de fourrages récoltés sur place. Il bénéficie d'une appellation d'origine contrôlée, Bleu de Gex ou « Bleu de Septmoncel » ou « Bleu du Haut-Jura » obtenu par décret le 20 septembre 1977.

### Domaine skiable
Un petit domaine skiable a été aménagé au lieu-dit Le Manon.

## Culture locale et patrimoine

### Lieux et monuments

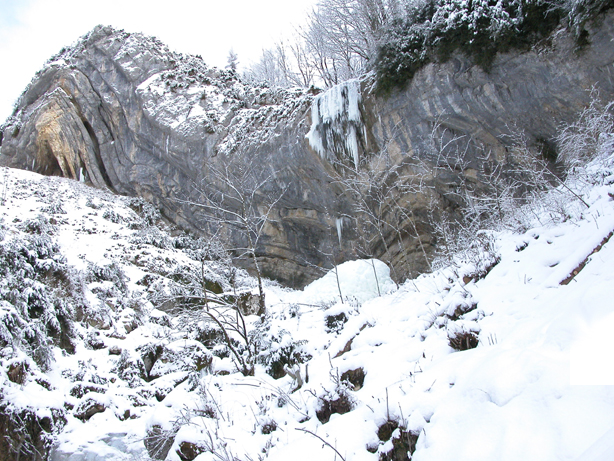
Le Chapeau de Gendarme

#### Le chapeau de gendarme
Dans les lacets de Septmoncel, route sinueuse traversant le village à une dizaine de kilomètres de Saint-Claude, se trouve le « Chapeau de Gendarme ». Cette curiosité naturelle rappelle la forme du chapeau porté par les gendarmes sous la révolution. Elle est très spectaculaire en hiver avec la formation d'une cascade de glace. Ce pli anticlinal serré est constitué par une falaise de calcaires crétacés de 20 à 30 m de puissance.

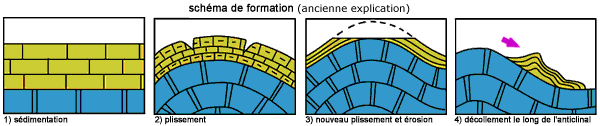
Ancienne explication de la formation du Chapeau de Gendarme

Lors du plissement, les couches les plus récentes ont glissé le long du flanc de l’anticlinal de « Sur les Grès », formant un repli disharmonique dans le synclinal de Septmoncel.
Depuis la fin du XXe siècle, une autre explication parait plus vraisemblable et correspond à des interprétations courantes en d’autres points du massif : Le Chapeau de Gendarme et son décollement sur les argiles purbeckiennes est la conséquence du chevauchement de l’anticlinorium des Molunes. Son front est en évidence au « Pli en Champignon de la Cernaise ». Des kilomètres cubes de calcaires compacts, sur une hauteur de plusieurs centaines de mètres, se sont avancés de un à deux kilomètres sur le compartiment du lieu-dit « Sur les Grès » décollant les couches superficielles plus malléables du Crétacé inférieur. Le pli correspond ainsi au plissement d'une petite écaille rocheuse coincée au front de chevauchement qui pousse l'anticlinal des Molunes sur le bord de l'anticlinal des Grès. Le belvédère de la Cernaise permet d'observer la différence d'échelle entre un pli jurassien typique (l'anticlinal des Grès au rayon de courbure de l'ordre du kilomètre) et un micropli (le Chapeau de Gendarme d'amplitude hectométrique).

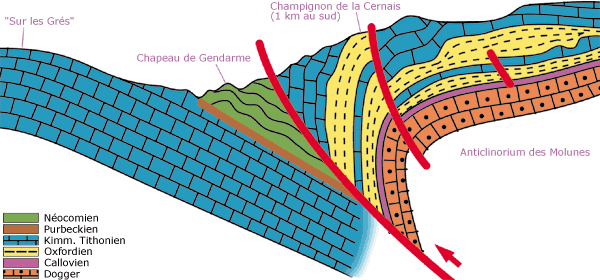
Explication actuelle de la formation du Chapeau de Gendarme

Ainsi le couple « Pli en Champignon de la Cernaise » et « Chapeau de Gendarme » montre à petite échelle l’équivalent d’un prisme d’accrétion identique à la formation du Jura, décollé au niveau des couches de sel du trias, devant la poussée des massifs externes des Alpes sur la couverture secondaire du Jura.
Ceci est un exemple rare des phénomènes mécaniques dus à la collision de deux masses géologiques : l'une jeune (les Alpes), l'autre déjà vieille (le Jura).

### Personnalités liées à la commune
- Désiré Dalloz (Septmoncel 1795 - Paris 1869) : juriste, avocat et homme politique ; cofondateur, en 1845, avec son frère Armand (1797 - 1857), de la maison d'édition (spécialisée en droit juridique) Dalloz.
- Étienne Joseph Cretin (Septmoncel 1777 - +?) : Officier d'infanterie. Le 11 décembre 1813, il s'empara de positions anglaises à la bataille de La Nive.
- Jean Alexis Delacroix (Septmoncel 1766 - +?) : Capitaine, plusieurs fois blessé au cours de 32 ans de campagnes
- François Gauthier Septmoncel (1719) - (Charleville) Mézières 1801): Fusilier.
- Jean-Joseph Gauthier Septmoncel (Montépile) (1765) - Ruffey-sur-Seille (1815) : Général et baron du Premier Empire.
- Jean-Pierre Gauthier (alias Gauthier-Leclerc) (Septmoncel (1766 - Marnes (Deux-Sèvres) (1821) : Général et baron du Premier Empire (nom gravé sous l'Arc de Triomphe de l'Étoile).
- Jean Marie Philibert Vuillerme (alias Willermé) (Septmoncel 1762 - Nimègues +?) : Colonel. Lieutenant volontaire du Doubs en 1792, armée du Rhin et d'Italie, campagne d'Autriche.
- Claude-Marie Guyétand (1748-1810) : littérateur de la période révolutionnaire, né à Septmoncel, il se présentait comme "le Serf du Haut-Jura".